# Maurício de Oliveira (Tänzer)
Maurício de Oliveira ist ein brasilianischer Balletttänzer und Choreograph.
De Oliveira war Tänzer im Ballett der Stadt São Paulo (1989 bis 1992) und des Teatro Castro Alves-Salvador (1993). Von 1994 bis 1996 war er Mitglied des Ensembles von Johann Kresnik an der Volksbühne Berlin. 1997 gehörte er der Gruppe Jazzex in Den Haag an, von 1999 bis 2003 war er Mitglied von William Forsythes Frankfurter Ballett. Sechs Monate arbeitete er zudem mit Amanda Millers Pretty ugly Dance Company.
Für das Ca-dance Festival in Den Haag choreographierte er in der Saison 2002/2003 Fabbrica mit dem Frankfurter Ballett und dem Korzo-Theater. Weitere choreographische Arbeiten dieser Zeit waren No( mad) für das Festival Four Steps Forward in Den Haag (2003) und Orbital Cavities für die Gruppe von Krisztina de Chatel (2004). 2005 kehrte de Oliveira nach Brasilien zurück und gründete dort die Ballettgruppe Siameses.
Für die Siameses schuf er in der Folgezeit mehrere Choreographien, darunter Jardim Noturno (2005) und Olhar Oblíquo für das Festival Dança im Centro Cultural Banco do Brasil (2006). Für das Ballet da Cidade de São Paulo entstand 2007 Khaos, mit Alessio Silvestrin erarbeitete er das Stück Polígono. 2008 war er am The Mythic Radio Theater der Forsythe Company in der Choreographie von Dana Caspersen beteiligt. Im Jahr 2010 entstand Os Duplos für die São Paulo Companhia de Dança, und er erhielt von der Zeitschrift Folha de São Paulo den Preis für die beste Ballettproduktion des Jahres.